# Opdyke West
Opdyke West város az Amerikai Egyesült Államok Texas államában, Hockley megyében. Lakosainak száma 220 fő (2020. április 1.).

## Népesség
A település népességének változása:
| Lakosok száma | 188  | 174  | 220  |
|               | 2000 | 2010 | 2020 |